# Il circo (film 1936)
Il circo è un film del 1936, diretto da Grigorij Vasil'evič Aleksandrov e Isidor Simkov. il film è uscito in Italia nel 1947.

## Trama
I quotidiani statunitensi accusano l'artista circense Marion Dixon di un grave delitto, e la donna riesce a sottrarsi al linciaggio della folla prendendo all'ultimo momento un treno. Marion entra nello scompartimento occupato da un uomo, e depone sul sedile un fagottino, dal quale provengono vagiti di un neonato.
Tempo dopo, in un circo sovietico, Marion si esibisce come donna cannone, insieme all'uomo incontrato in treno, che è l'impresario tedesco Franz von Kneishitz. Franz ama, non ricambiato, Marion, e nello stesso tempo la tiene legata a sé con una sorta di ricatto, minacciando di rendere pubblico un segreto che la donna avrebbe.
Il direttore del circo ritiene il numero di Marion e Franz troppo costoso, e alla scadenza del loro contratto s'industria per produrre un numero analogo a minor prezzo, aiutato dall'artista circense Ivan Petrovič Martynov, dalla propria figlia Raečka, in qualità di proiettile umano, e dal fidanzato di lei, Šurik Skamejkin. Von Kneishitz cerca in tutti modi di far fallire il nuovo numero, tra l'altro seminando discordia: egli intercetta una lettera d'amore di Marion indirizzata a Martynov, che pure si è innamorato di lei, e la fa passare come destinata a Skamejkin. Raečka e Martynov si sentono perciò traditi.
Marion di conseguenza chiarisce l'avvenuto a Raečka, e si confida con lei: le due donne allora escogitano un piano. Raečka si sostituisce a Marion e, con il figlioletto, ormai cresciuto, di quest'ultima, Jimmy, sale sul treno che dovrà portarla via da Mosca insieme a Franz; poi sottrae Jimmy, che Franz avrebbe voluto tenere come ostaggio, lo affida a Skamejkin che lo riporta al circo, e smonta a sua volta dal treno. Quando Franz si avvede dell'imbroglio torna al circo, dove Marion, in assenza di Raečka, sta eseguendo il numero con Martynov, e rivela al pubblico che il figlio di Marion è un nero, il che, a suo dire, costituirebbe un "crimine razziale" (così lo considerava, evidentemente, anche la stampa americana).
L'impresario tedesco non tarda ad accorgersi che la rivelazione lascia del tutto indifferente il pubblico sovietico, esponenti delle varie etnie del quale cominciano a coccolare Jimmy cantandogli una canzoncina, ognuno nella propria lingua. Marion si riunisce all'amato Martynov, sfilando in una parata patriottica sulla quale svettano gli stendardi raffiguranti Marx, Lenin e Stalin.

## Produzione

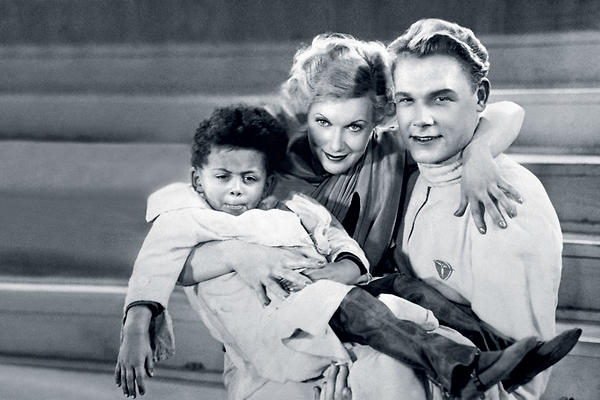
Patterson, Orlova e Stoljarov in una scena del film

Il film è basato su una commedia della coppia di autori drammatici russi Il'f e Petrov e di Valentin Petrovič Kataev andata in scena al Mjuzik-Choll (Мюзик-Холл) di Mosca, intitolata Под куполом цирка ("Sotto la cupola del circo"), che Aleksandrov aveva visto e gradito. I tre commediografi iniziarono ad elaborare una sceneggiatura ma, tornati da un viaggio in America, si dissociarono dal lavoro che il regista aveva iniziato e non vollero che i loro nomi fossero menzionati; l'elaborazione successiva fu opera di Isaak Babel'.
Il circo, realizzato agli studios della Mosfil'm, era inteso dai due registi come "una commedia eccentrica (…) dalla comicità irresistibile".
Nella scena della lotta a colpi di fiori coi leoni la controfigura di Aleksandr Komissarov è stato il noto allenatore di animali Boris Eder, mentre nel numero circense della donna cannone la controfigura di Ljubov' Orlova è stata Vera Buslaeva, atleta di sport estremi.
Girato in bianco e nero, il film è stato colorizzato nel 2011 dalla società Formula Tsveta su richiesta di Pervyj kanal, la principale emittente televisiva pubblica della Federazione russa.

## Colonna sonora
Con la presenza della popolarissima Ljubov' Orlova, una delle prime star del cinema sovietico e cantante provetta, le canzoni del film divennero rapidamente dei classici; la più nota di esse è Široka strana moja rodnaja (Широка страна моя родная).